# Montenegro Airlines
Montenegro Airlines (Montenegrijns: Монтенегро ерлајнс) was een Montenegrijnse luchtvaartmaatschappij met thuisbasis in Podgorica.

## Geschiedenis
Montenegro Airlines werd opgericht op 24 oktober 1994. Door de roerige periode in de Balkan tijdens de oprichting, met een economisch embargo en sancties, was het niet meteen mogelijk bij de oprichting een vloot op te bouwen. Daardoor werd het eerste vliegtuig, een Fokker 28Mk 4000 pas in het najaar van 1996 aangeschaft.
In april 2000 werd het bedrijf lid van de IATA.
Op 26 december 2020 werd het bedrijf door de Montenegrijnse overheid gesloten, omdat het bedrijf niet meer aan zijn financiële verplichtingen kon voldoen.

## Vloot
De vloot van Montenegro Airlines bestond uit (Juni 2017):
- 2 Fokker F100
- 3 Embraer 195

## Bestemmingen
Montenegro Airlines vloog op Ancona, Bari, Belgrado, Brindisi, Dusseldorf, Frankfurt, Kopenhagen, Lyon, Londen, Ljubljana, Moskou, Napels, Parijs, Podgorica, Rome, Sint-Petersburg, Tivat, Wenen, Zürich.